# Gösta Hedström (konstnär)
Gösta Hedström, född 1919 i Luleå, död 2005, var en svensk målare och posttjänsteman.
Hedström arbetade i huvudsak med pastellmåleri med Norrbottens fjäll och myrmarker som motiv. Separat ställde han bland annat ut i Tromsø. I samarbete med Gammelstads handväveri utvecklade han textila landskapsbilder i röllakansteknik, varav många finns i offentlig miljö. Hedström är representerad vid Norrbottens museum, Luleå Tekniska Universitet, samt Kiruna stadshus. 